# Wollmannsberg (Gemeinde Altenfelden)
Wollmannsberg ist eine Rotte der Gemeinde Altenfelden in Oberösterreich (Bezirk Rohrbach). Die Ortschaft hat 39 Einwohner (Stand 1. Jänner 2024).

## Geographie
Wollmannsberg liegt im Westen der Gemeinde Altenfelden in der Katastralgemeinde Haselbach. Der Ort erstreckt sich zwischen der Kleinen Mühl bzw. der Gemeindegrenze zu Lembach im Mühlkreis im Westen und der Ortschaft Godersdorf im Westen und Norden. Im Süden liegt die Ortschaft Mairhof. Der Großteil der Ortschaft liegt auf einer Anhöhe oberhalb von Godersdorf und besteht vor allem aus mehreren Bauernhöfen. Westlich abseits an der Kleinen Mühl gelegen befinden sich die Gebäude Wollmannsberg 8 (Kleemühle) bzw. 10 (Sagerer), das Gebäude Wollmannsberg 11 liegt etwa dazwischen umgeben von Wald. Für Wollmannsberg wurden 2001 insgesamt zehn Gebäude gezählt, wobei zehn Gebäude über einen Hauptwohnsitz verfügten und 15 Wohnungen bzw. ebenso viele Haushalte bestanden. Zudem gab es zehn land- und forstwirtschaftliche Betriebsstätten sowie eine Arbeitsstelle.

## Geschichte und Bevölkerung
Der Ortsname Wollmannsberg wurde erstmals 1397 urkundlich erwähnt. Er leitet sich vom Personennamen Wolmut oder Volkmar ab. Im selben Jahr wurde erstmals auch die Kleemühle im Tannberger Urbar erwähnt, deren Betrieb 1956 eingestellt wurde. Seit 1957 wird anstelle der Mühle ein Sägewerk mit Kleinwasserkraftwerk betrieben.
In Wollmannsberg lebten 1869 254 Menschen in elf Häusern. Bis zum Jahr 1910 erhöhte sich die Einwohnerzahl kaum, wobei in diesem Jahr 55 Einwohner in zehn Häusern gezählt wurden. Alle Einwohner der Ortschaft waren hierbei katholischen Glaubens.